# Уазмон
Уазмон (фр. Oisemont) — коммуна на севере Франции, регион О-де-Франс, департамент Сомма, округ Амьен, кантон Пуа-де-Пикарди. Расположена в 18 км к югу от Абвиля и в 7 км от автомагистрали А28 "Дорога эстуарий".
Население (2018) — 1 160 человек.

## История
Название поселка имеет кельтское происхождение. В 1275 году он стал принадлежать рыцарям-тамплиерам, а после их ликвидации в 1307 году его унаследовали госпитальеры. Здание их штаб-квартиры сохранилось до настоящего времени. 
Замок тамплиеров был разрушен в 1346 году войсками Эдуарда III, впоследствии был восстановлен и снова разрушен. В XVI веке во время религиозных войск Уазмон был важным центром протестантов, и многие гугеноты находили убежище в подземных галереях разрушенного замка.

## Достопримечательности
- Церковь Святого Мартина XII века, построенная в романском стиле, с 42-метровой башней
- Руины шато XVII века
- Музей местного искусства

## Экономика
Уровень безработицы (2017) — 20,1 % (Франция в целом — 13,4 %, департамент Сомма — 15,9 %). 

Среднегодовой доход на 1 человека, евро (2018) — 19 070 (Франция в целом — 21 730, департамент Сомма — 20 320).

## Демография
Динамика численности населения, чел.

## Администрация
Пост мэра Уазмона с 2020 года занимает Амори Колье (Amaury Caulier). На муниципальных выборах 2020 года возглавляемый им список победил в 1-м туре, получив 52,80 % голосов.
| Период | Период | Фамилия        | Партия                  | Примечания            |
| ------ | ------ | -------------- | ----------------------- | --------------------- |
| 2001   | 2008   | Марк Дежан     | Социалистическая партия | директор школы        |
| 2008   | 2009   | Жан-Клод Морис | Социалистическая партия | работник компании DDE |
| 2009   | 2014   | Макс Буглё     |                         | профессор             |
| 2014   | 2020   | Сильвен Манаш  |                         |                       |
| 2020   |        | Амори Колье    |                         | анестезиолог          |